# Música pentecostal
A música pentecostal, também chamada de pop pentecostal, é um gênero musical derivado da música cristã contemporânea produzida no Brasil e com influências do movimento religioso pentecostalismo.

## Origem e popularidade
A música pentecostal é considerada um dos pontos centrais do movimento religioso pentecostalismo, que se popularizou no Brasil sobretudo no século XX. Durante as décadas de 1970 e 1980, ocorreu uma expansão na produção musical evangélica direcionada a vários gêneros, o que deu gênese à música cristã contemporânea. Esse cenário era definido por grupos que dialogavam mais fortemente com a música norte-americana, como os Vencedores por Cristo e Grupo Elo, bandas de rock como o Rebanhão e artistas solos cuja música reunia diferentes influências musicais, como os cantores Ozéias de Paula e Alceu Pires e a dupla Edison e Telma. Outro nome de popularidade crescente neste período era o de Shirley Carvalhaes, que deu início a sua discografia solo em 1977.
No cenário evangélico, a década de 1990 representaria diferentes mudanças que dariam base para a música pentecostal. As igrejas do movimento, sobretudo as Assembleias de Deus, passaram por um processo de transição musical representada pelo crescimento do cenário evangélico e por uma necessidade de maior diálogo com o público jovem frequentador dos templos. Também foi o período do movimento gospel, em que ocorreu a ascensão de músicos e produtores evangélicos, como Melk Carvalhêdo, Tuca Nascimento e Jairinho Manhães. Carvalhêdo trabalhou com artistas evangélicos de influência sertaneja, como a dupla Rayssa & Ravel, mas também com nomes que seriam caracterizados pelo chamado pentecostal, como Lauriete e Elaine de Jesus. Tuca Nascimento, por sua vez, estava ativo desde a década de 1980, era também artista solo, manteve duas duplas sertanejas evangélicas e assinou a produção de trabalhos notáveis de Shirley Carvalhaes, como Primeiro Amor (1994).
Jairinho se tornou marido da cantora Cassiane. A artista começou a desenvolver uma carreira de sucesso desde a infância, mas sua fase adulta ficou marcada com álbuns como Sem Palavras (1996) e Para Sempre (1998). Os projetos se destacaram pela popularidade de músicas como "Imagine" e "Vou Seguir". Neste período, consolidou-se o que mais tarde seria chamado de pentecostal: a influência de gêneros como o brega, que já ocorria no cenário evangélico, se misturou a instrumentos de base com influência rock e a inclusão de arranjos de cordas. Em 1999, o álbum Com Muito Louvor se tornou o auge comercial de Cassiane, o que ajudou a inserir o termo "pentecostal" do ponto de vista musical. No mesmo ano, Jairinho produziu Palavras (1999), de Lauriete, que também foi descrito como um álbum fundamental para o gênero.
Durante a década de 2000, vários artistas do cenário evangélico (sobretudo intérpretes mulheres) ganharam popularidade como nomes pentecostais, como Damares, Elaine de Jesus, Bruna Karla, Andrea Fontes e Vanilda Bordieri. Rose Nascimento, que já tinha uma trajetória bem-sucedida na década de 1990, expandiu sua popularidade como intérprete pentecostal em músicas como "Fiel Toda Vida" e álbuns como Sempre Fiel (2002) e Para o Mundo Ouvir (2004). Artistas que não eram diretamente associados ao pentecostal fizeram registros do gênero, como Cristina Mel (como Você é um Vencedor, de 2002)  e a dupla Rayssa & Ravel (com Inesquecível, de 2002, e Além do Nosso Olhar, de 2004). A banda Voz da Verdade, popular em igrejas pentecostais, também acabou por ser indiretamente associada ao gênero. A música "O Escudo", lançada em 2003, chegou a ser regravada por artistas pentecostais. Ex-integrante do Voz da Verdade, a cantora Lydia Moisés desenvolveu mais tarde uma carreira solo como artista pentecostal.
Durante a década de 2000, o prêmio Troféu Talento promoveu a categoria Melhor Álbum Pentecostal, que indicou e premiou álbuns de Cassiane, Damares, Mara Lima, Daniel & Samuel, Robinson Monteiro e Shirley Carvalhaes.
Assim como toda a expressão musical evangélica, a década de 2010 é caracterizada pela atenção dada ao pentecostal por gravadoras não-religiosas. Cassiane e Damares, à época os nomes mais populares do gênero, assinam com a Sony Music Brasil. Em 2011, a Sony lançou o álbum 100 anos do Movimento Pentecostal, com participações de Cassiane, Damares, Elaine de Jesus, Lauriete, Danielle Cristina, Jairinho Manhães e Marcelo Aguiar. O termo "pop pentecostal" começa a se popularizar conforme novos artistas mais jovens se popularizavam, entre eles nomes como Anderson Freire, que se tornou um hitmaker no cenário evangélico e chegou a ser indicado ao Troféu Imprensa de Cantor do Ano. Outros nomes de destaque no período foram artistas como Eliã Oliveira, Samuel Mariano, Flordelis, Elaine Martins e Fabiana Anastácio.
Com o passar dos anos, também surgiram selos evangélicos especializados em música pentecostal. Um de seus principais casos foi a gravadora Celebrai Music, com artistas específicos como Max do Corinho, Giovanny Brasa Viva, Ardendo em Fogo e Profético Soul.

## Características
A música pentecostal tem sido descrita, inicialmente, a partir dos seus elementos pop, como o subgênero power pop. Músicas de influência pentecostal geralmente contam com vocais de apoio sobressalentes, arranjos de cordas e letras que descrevem o poder divino diante de adversidades e histórias bíblicas e interpretações vocais intensas. Ao longo das décadas, a música pentecostal incorporou gêneros da música popular do Brasil em sua sonoridade, como a seresta, brega, forró e sertanejo.
O sertanejo, na década de 1990, se destacava como o gênero mais popular do Brasil, o que fez com que vários artistas evangélicos que flertavam com a música sertaneja serem considerados artistas pentecostais. O músicos da dupla Daniel & Samuel, por exemplo, chegaram a atuar como compositores para vários artistas pentecostais. Mara Lima, que carregava influências sertanejas, também ficou reconhecida como uma cantora pentecostal. Entre outros compositores recorrentemente gravados por artistas evangélicas naquele período, estavam nomes como Elizeu Gomes, Rozeane Ribeiro, Wanderly Macedo, Cícero Nogueira e Léa Mendonça. A associação entre pentecostal e sertanejo seguiu a ser tendência nas décadas seguintes, com a ascensão de duplas e cantores como André & Felipe e Canção & Louvor.